# Ixodiphagus rogana
Ixodiphagus rogana ist eine Erzwespe der Gattung Ixodiphagus in der Familie Encyrtidae. Der Hyperparasit legt seine Eier in die Larven und Nymphen eines oder mehrerer noch unbekannter Zeckenwirte. Die schlüpfenden Larven ernähren sich als Parasitoide von ihrem Wirt. Ixodiphagus rogana ist bisher nur in Costa Rica vorgefunden worden.

## Beschreibung
Von Ixodiphagus rogana sind bislang nur die Weibchen bekannt. Sie sind kleine, dunkel gefärbte Wespen, deren äußere Erscheinung anderen Erzwespen entspricht, und die dabei einen kräftigen und leicht abgeflachten Körperbau aufweisen. Die Farbe von Kopf und Körper ist dunkelbraun, der Kopf mit einem metallischen Schimmer und grünlichen und purpurnen Reflexionen. Die Körperlänge beträgt zwischen 1,1 und 1,2 Millimeter. Die Flügelspannweite liegt deutlich unter zwei Millimeter und die vorderen Flügel sind mindestens 2,3-mal so lang wie breit. Sie sind an der Basis durchscheinend, ansonsten teilweise dunkel und undurchsichtig.
Der Kopf ist oben abgeflacht und etwa 2-mal so breit wie der vordere Vertex, mit einem Besatz mit borstenartigen Setae, die sich in auffälligen Vertiefungen befinden. Die drei Ocelli auf dem Kopf bilden vorne einen Winkel von etwa 100 Grad. Der Abstand der hinteren Ocellen zu den Rändern der Komplexaugen ist wenig geringer als ihr eigener Durchmesser. Vorne am Kopf befinden sich zwei nahe beieinander liegende braune Antennen. Deren Scapus ist etwa drei Mal so lang wie breit. Auf ihn folgt der Pedicellus und ein in sechs Glieder geteilter Funiculus. Das erste Flagellomer des Funiculus ist etwa so lang wie oder minimal länger als breit. Das erste Flagellomer weist keine längsgerichteten Sensillen auf, nur das zweite oder dritte bis sechste Flagellomer. Der Clavus ist dreigliedrig.
Das Scutellum ist konvex und hat auf der Oberfläche leichte Vertiefungen mit Behaarung. Der hintere Rand des Hypopygiums ist konvex, in der Mitte weist es eine leichte U-förmige Einbuchtung mit beidseitig dichter Behaarung auf. Die Beine haben dunkelbraune Coxen und Femora, die Enden der Femora sind blass orangebraun. Die Tibien sind heller und teilweise blass orangebraun gefärbt. Zu den Gliedern der Tarsen mit jeweils apikal orangebraunen und distal orangefarbenen Enden findet eine Aufhellung statt, die vorderen Gliedmaßen sind insgesamt heller als die hinteren.
Ixodiphagus rogana ähnelt der Art Ixodiphagus satan. Von dieser unterscheidet sie sich durch den relativ zum vorderen Vertex etwa doppelt so breiten Kopf. Das erste Flagellomer des Funiculus hat keine längsgerichteten Sensillen. Der hintere Rand des Hypopygiums ist konvex. Bei Ixodiphagus satan ist der Kopf maximal 1,7-mal so breit wie der vordere Vertex. Alle Flagellomere des Funiculus, auch das erste, haben in Längsrichtung angeordnete Sensillen. Der hintere Rand des Hypopygiums ist gerade. Von Ixodiphagus hookeri unterscheiden sich beide Arten durch das Scutellum, das zumindest geringfügig länger als breit ist. Das Scutellum von Ixodiphagus hookeri ist deutlich breiter als lang.

## Lebensweise
Alle Arten der Gattung Ixodiphagus sind Parasitoide. Sie legen ihre Eier in Larven oder Nymphen verschiedener Arten von Zecken ab, die ihren Larven als Nahrung dienen. Der Zeckenwirt von Ixodiphagus rogana ist noch nicht bekannt.

## Verbreitung
Ixodiphagus rogana ist bisher nur in Costa Rica nachgewiesen worden. Der Typenfundort ist die Estación Biológica Altamira in der Provinz Puntarenas (9° 1′ 45,7″ N, 83° 0′ 29,2″ W). Auch die beiden Paratypen stammen aus der Provinz Puntarenas. Neben Ixodiphagus rogana kommen in Costa Rica fünf weitere Arten der Gattung Ixodiphagus vor. Ixodiphagus texanus ist schon 1907 beschrieben worden, die vier anderen wurden 2010 mit Ixodiphagus rogana beschrieben.

## Systematik und Taxonomie
Ixodiphagus rogana ist eine von 15 Arten der Gattung Ixodiphagus Howard, 1907 in der monotypischen Tribus Ixodiphagini Howard, 1908. Diese gehört zur Familie Encyrtidae, eine Familie der Erzwespen, deren Arten fast ausnahmslos Parasiten von Insekten, Spinnen, Milben oder Zecken sind. Die Ixodiphagini sind darunter die einzigen Zeckenparasiten.
Die Erstbeschreibung erfolgte 2010 durch den walisischen Entomologen John S. Noyes vom Natural History Museum in London. Noyes behandelte im dritten Band seiner Darstellung der Encyrtidae von Costa Rica die Unterfamilie Encyrtinae mit den Ixodiphagini und anderen Triben. Der Holotyp befindet sich in der Sammlung des Instituto Nacional de Biodiversidad (INBio) in Costa Rica.